# Biton brunnipes
Espèce
Biton brunnipes est une espèce de solifuges de la famille des Daesiidae.

## Distribution
Cette espèce se rencontre en Somalie, en Éthiopie et au Kenya.

## Description
La femelle holotype mesure 16 mm.
La femelle décrite par Roewer en 1933 mesure 12 mm.

## Publication originale
- Pocock, 1896 : Report upon the scorpions, spiders, centipedes and millipedes obtained by Mr and Mrs E. Lort. Phillips in the Goolis Mountains inland of Berbera, N. Somaliland. The Annals and magazine of natural history, sér. 6, vol. 18, p. 178-189 (texte intégral).